# Teracotona neumanni
Teracotona neumanni är en fjärilsart som beskrevs av Rothschild 1933. Teracotona neumanni ingår i släktet Teracotona och familjen björnspinnare. Inga underarter finns listade i Catalogue of Life.